# Brachystelma setosum
Brachystelma setosum är en oleanderväxtart som beskrevs av R. Peckover. Brachystelma setosum ingår i släktet Brachystelma och familjen oleanderväxter. Inga underarter finns listade i Catalogue of Life.